# 田中星児
田中 星児（たなか せいじ、1947年〈昭和22年〉8月27日 - ）は、日本の歌手。奈良県御所市出身。名前は、星の綺麗な夜に生まれた事にちなむ。歌手のグッチ裕三は従弟である。
作曲家としてのペンネームに「中山 竜」がある。

## 来歴・主な活動
音楽教師をしていた両親の赴任地である奈良県御所市で出生、小学校3年生の時大阪府大阪市へ転居。幼少から音楽的環境に恵まれていた。
大阪府立阪南高等学校在学中からオーディション番組やのど自慢などに参加し、法政大学文学部在学中の1966年にはTBS『ナショナル10人抜きのど自慢』優勝、1968年にはNHK『NHKのど自慢全国大会』（ポピュラーの部）優勝、シャンソンコンクールで入賞、といった実力を発揮する。
その華やかな経歴や抜群の歌唱力が話題になり、1970年にNHKのヤング101に加入し、NHK総合テレビの音楽番組『ステージ101』に同年10月31日から出演してデビューを果たした。1971年11月からは、ステージ101へのレギュラー出演に並行して、NHK教育テレビの幼児番組『おかあさんといっしょ』に初代うたのおにいさんとしてレギュラー出演する。さらに1973年には、自作の「オートバイ野郎」など、歌謡曲のシングルも発表した。ヤング101にはステージ101最終回の1974年3月31日まで在籍した。
1976年、シングル「オー・マリヤーナ/ビューティフル・サンデー」がオリコン最高位4位を記録し、同年の『第27回NHK紅白歌合戦』（NHK総合テレビ・ラジオ第1、#NHK紅白歌合戦出場歴参照）に初出場を果たした。
現在も子ども向けのコンサートや曲作りなどの活動を続ける傍ら、健聴者とろうあ者が一緒に楽しめる「歌のバリアフリーコンサート」を吉祥谷友歩らと行っている。また、鹿児島県を全国にアピールするマキシシングル「Neo KAGOMAGO（ネオ カゴマーゴ）」を世に広めている。
平城遷都1300年祭応援団長に就任。

## ディスコグラフィー

### シングル
| 発売日                                      | 品番        | 面          | タイトル                                                          | 作詞                                                                  | 作曲                                                                  | 編曲           | 備考                                                                                        |
| MCA Records                                 | MCA Records | MCA Records | MCA Records                                                       | MCA Records                                                           | MCA Records                                                           | MCA Records    | MCA Records                                                                                 |
| ------------------------------------------- | ----------- | ----------- | ----------------------------------------------------------------- | --------------------------------------------------------------------- | --------------------------------------------------------------------- | -------------- | ------------------------------------------------------------------------------------------- |
| 1971年10月                                  | E-1039      | A           | 僕の故郷へおいで                                                  | 阿久悠                                                                | 都倉俊一                                                              | 都倉俊一       |                                                                                             |
| 1971年10月                                  | E-1039      | B           | 行きつく先は                                                      | 阿久悠                                                                | 都倉俊一                                                              | 都倉俊一       |                                                                                             |
| ビクターレコード→ビクターエンタテインメント |             |             |                                                                   |                                                                       |                                                                       |                |                                                                                             |
| 1973年                                      | SV-2316     | A           | オートバイ野郎                                                    | 田中星児                                                              | 田中星児                                                              | 高田弘         |                                                                                             |
| 1973年                                      | SV-2316     | B           | マイ・ドリーム                                                    | 田中星児                                                              | 田中星児                                                              | 高田弘         |                                                                                             |
| 1973年                                      | KV-29       | A           | D-51（デゴイチ）                                                  | 平出賢文                                                              | 平出賢文                                                              | 田中星児       | デュエット：まきのりゆき                                                                    |
| 1973年                                      | KV-29       | B           | 僕が五年前に考えたこと                                            | 及川恒平                                                              | 東海林修                                                              | 東海林修       | デュエット：まきのりゆき。ステージ101のオリジナルソング。                                   |
| 1973年                                      | KV-31       | A           | 愛の願い (Love Me, Please Love Me)                                | 柴野未知                                                              | ミッシェル・ポルナレフ                                                | 東海林修       |                                                                                             |
| 1973年                                      | KV-31       | B           | 風と波と風船に                                                    | 田中星児                                                              | 田中星児                                                              | 田中星児       |                                                                                             |
| 1973年                                      | PRA-10062   | A           | あすの大地に                                                      | 木澤長太郎                                                            | 中村泰士                                                              | 高田弘         | デュエット：松下恵子。農業協同組合歌                                                        |
| 1976年                                      | SV-2532     | A           | オー・マリヤーナ (O Marijana)                                     | Vlaho Paljetak Svetozar Šišić Đelo Jusić                              | Vlaho Paljetak Svetozar Šišić Đelo Jusić                              | 田中星児       | TBS系『田中星児の8時の空』の歌                                                              |
| 1976年                                      | SV-2532     | B           | ビューティフル・サンデー (Beautiful Sunday)                       | Rod McQueen Daniel Boone 亜美ゆう（訳詞）                             | Rod McQueen Daniel Boone 亜美ゆう（訳詞）                             | あかのたちお   | TBS系『おはよう720 キャラバンII』のテーマより                                               |
| 1976年                                      | SV-6095     | A           | パロマ・ブランカ（幸せの白い鳩） (Paloma Blanca)                  | ハンズ・ボウエンス 岡田冨美子（訳詞）                                 | ハンズ・ボウエンス 岡田冨美子（訳詞）                                 | いしだかつのり |                                                                                             |
| 1976年                                      | SV-6095     | B           | 行きつく先は                                                      | 阿久悠                                                                | 都倉俊一                                                              | いしだかつのり |                                                                                             |
| 1976年                                      | SV-6129     | A           | カントリー・ロード 〜故郷へ帰りたい (Take Me Home, Country Roads) | ジョン・デンバー ビル・ダノフ タフィー・ナイバート 岡田冨美子（訳詞） | ジョン・デンバー ビル・ダノフ タフィー・ナイバート 岡田冨美子（訳詞） | いしだかつのり | TBS系『おはよう700』より                                                                    |
| 1976年                                      | SV-6129     | B           | オリーブの首飾り                                                  | クロード・モルガン 武田全弘（訳詞）                                   | クロード・モルガン 武田全弘（訳詞）                                   | いしだかつのり |                                                                                             |
| 1976年                                      | KV-44       | A           | ゆるしてママ                                                      | みなみらんぼう                                                        | みなみらんぼう                                                        | 千代正行       |                                                                                             |
| 1976年                                      | KV-44       | B           | おしえてタンゴ先生                                                | 東龍男                                                                | 越部信義                                                              | 越部信義       |                                                                                             |
| 1976年                                      | KV-543      | A           | ネッシーとクッシー                                                | 前川市治郎                                                            | 牧野民治                                                              | 前田俊明       |                                                                                             |
| 1976年                                      | KV-543      | B           | 赤い山 青い山 白い山                                              | 北海道地方のわらべ唄 忠海光朔（補作詞）                               | 安倍盛補                                                              | 小川寛興       |                                                                                             |
| 1977年                                      | SV-6204     | A           | 切手のないおくりもの                                              | 財津和夫                                                              | 財津和夫                                                              | あかのたちお   | NHK総合テレビ『歌はともだち』より                                                           |
| 1977年                                      | SV-6204     | B           | なにしてる                                                        | 中里綴                                                                | 田山雅充                                                              | 小野崎孝輔     | NHK総合テレビ『歌はともだち』テーマ・ソング                                                 |
| 1977年                                      | VC-6306     | A           | 空よ雲よ小さな風よ                                                | 岡田冨美子                                                            | 加藤和彦                                                              | 高田弘         | デュエット：水越けいこ TBS系『8時の空』テーマ・ソング                                       |
| 1977年                                      | VC-6306     | B           | ほら、ほら、ほら                                                  | 中里綴                                                                | 田山雅充                                                              | 松井忠重       | デュエット：水越けいこ                                                                      |
| 1977年                                      | KV-1004     | A           | ホームラン王（キング）                                            | 吉川静夫                                                              | 渡久地政信                                                            | 服部克久       | B面は指揮：藤田玄播／演奏：ビクター・ブラス・オーケストラによる器楽曲「ホームラン・マーチ」 |
| 1977年                                      | KV-1005     | A           | 青春の街をたずねたら                                              | ひきゆたか                                                            | 関田しょうすけ                                                        | 高田弘         |                                                                                             |
| 1977年                                      | KV-1005     | B           | 長い足                                                            | 宮下康仁                                                              | 穂口雄右                                                              | 高田弘         |                                                                                             |
| 1978年                                      | KV-1012     | A           | バタフライ (Butterfly)                                            | Danyel Gérard Ralph Bernet 兼松正人（訳詞）                           | Danyel Gérard Ralph Bernet 兼松正人（訳詞）                           | 筒井広志       |                                                                                             |
| 1978年                                      | KV-1012     | B           | 星を見つめないで (Don't Let the Stars Get in Your Eyes)           | Slim Willet 坂口淳（訳詞）                                            | Slim Willet 坂口淳（訳詞）                                            | 筒井広志       |                                                                                             |
| 1978年                                      | KV-1014     | A           | 1! 2! サッカー                                                    | 伊藤アキラ                                                            | 佐瀬寿一                                                              | 佐瀬寿一       | 第2回全日本少年サッカー大会テーマ・ソング ジャケット表面はちばてつやによるイラスト          |
| 1978年                                      | KV-1014     | B           | 少年サッカー・マーチ                                              |                                                                       |                                                                       |                |                                                                                             |
| 1978年5月                                   | KV-2004     | A           | フッフ夢・夢                                                      | 小泉まさみ                                                            | 小泉まさみ                                                            | クニ河内       | TBS系『まんが日本絵巻』新オープニング主題歌/コーラス：ムーン・ドロップス                    |
| 1978年5月                                   | KV-2004     | B           | 御免候                                                            | 小泉まさみ                                                            | 小泉まさみ                                                            | クニ河内       | TBS系『まんが日本絵巻』新エンディング主題歌                                                 |
| 1978年                                      | KV-2005     | A           | おべんとうばこ                                                    |                                                                       |                                                                       |                | コーラス：ビクター・チビッコ・コーラス                                                      |
| 1978年                                      | KV-2005     | B           | おもいでのアルバム                                                | 増子とし                                                              | 本多鉄麿                                                              |                | コーラス：スクールメイツ・ブラザーズ                                                        |
| 1979年                                      | KV-1022     | A           | 悲しきマングース                                                  | 前史郎                                                                | 中村和夫                                                              | 神保正明       |                                                                                             |
| 1979年                                      | KV-1022     | B           | ふるさとのはなしをしよう                                          | 伊野上のぼる                                                          | キダ・タロー                                                          | 神保正明       | 北原謙二のカバー                                                                            |
| 1980年                                      | KV-1039     | A           | リンゴの木にかくれんぼ                                            | C・W・ニコル                                                          | 大蔵真弥                                                              | 若草恵         |                                                                                             |
| 1980年                                      | KV-1039     | B           | あたらしい自転車                                                  | C・W・ニコル                                                          | 大蔵真弥                                                              | 若草恵         |                                                                                             |
| 1980年                                      | KV-2020     | A           | おにのパンツ                                                      | 不詳（1番） 田中星児（補作詞、2番）                                   | ルイージ・デンツァ                                                    | 玉木宏樹       |                                                                                             |
| 1980年                                      | KV-2020     | B           | さやかちゃんのたんじょう日                                        | 田中星児                                                              | 田中星児                                                              | 玉木宏樹       |                                                                                             |
| 1983年                                      | SK-2024     | A           | ジャスト・ハッピー・デイ                                          | 森下優                                                                | 田中星児                                                              | あかのたちお   | コーラス：シンガーズ・スリー、タイム・ファイブ                                              |
| 1983年                                      | SK-2024     | B           | 涙をこえて                                                        | かぜ耕士                                                              | 中村八大                                                              | あかのたちお   | コーラス：タイム・ファイブ                                                                  |
| ？                                          | E-2039      | A           | ぼくの故郷（ふるさと）へおいで                                    | 阿久悠                                                                | 都倉俊一                                                              | 都倉俊一       |                                                                                             |
| ？                                          | E-2039      | B           | 行きつく先は                                                      | 阿久悠                                                                | 都倉俊一                                                              | 都倉俊一       |                                                                                             |
| 1992年2月21日                               | VIDG-108    | 1           | ラップ九九                                                        |                                                                       |                                                                       |                | 2曲目は晴山さおりの「一円玉の九九の歌」                                                     |
| 1994年2月2日                                | VIDG-10022  | 2           | 燃えろイレブン                                                    |                                                                       |                                                                       |                | 1曲目は鈴木正夫、藤みち子の「今宵音頭で」                                                   |
| 日本コロムビア                              |             |             |                                                                   |                                                                       |                                                                       |                |                                                                                             |
| 1997年2月21日                               | CODC-1159   | 1           | ラッキーセブンがやってきた                                        | 南柳                                                                  | 南柳                                                                  | 淡海悟郎       |                                                                                             |
| 1997年2月21日                               | CODC-1159   | 2           | エイエイオーの歌                                                  |                                                                       |                                                                       |                |                                                                                             |

### ミニアルバム
| 発売日                                      | 品番                                        | タイトル                                        | 備考 |
| ビクターレコード→ビクターエンタテインメント | ビクターレコード→ビクターエンタテインメント | ビクターレコード→ビクターエンタテインメント     | ビクターレコード→ビクターエンタテインメント                                                                          |
| ------------------------------------------- | ------------------------------------------- | ----------------------------------------------- | --- |
| 1990年5月21日                               | VIDG-10002                                  | キャンプソング                                  | |
| 1997年                                      | NDS-146                                     | ビューティフル・サンデー My Favorite Song★8曲集 | 「みんなのうた」からカバーを含む8曲を収録したミニアルバム。 「WAになっておどろう」の新録カバーが唯一収録されている。 |

### アルバム
| 発売日                                      | 品番                                        | タイトル                                                                 | 備考                                        |
| ビクターレコード→ビクターエンタテインメント | ビクターレコード→ビクターエンタテインメント | ビクターレコード→ビクターエンタテインメント                              | ビクターレコード→ビクターエンタテインメント |
| ------------------------------------------- | ------------------------------------------- | ------------------------------------------------------------------------ | ------------------------------------------- |
| 1973年                                      | JBX-10                                      | NHK総合テレビ「うたのえほん」うたのおにいさん                            |                                             |
| 1973年                                      | JBX-24                                      | NHK総合テレビ「うたのえほん」より うたのおにいさん 第2集                 |                                             |
| 1973年                                      | JBX-35〜6                                   | NHKテレビ「うたのえほん」より うたのおにいさん                           | 2枚組                                       |
| 1973年                                      | SJX-1101                                    | 青春                                                                     |                                             |
| 1973年                                      | SJX-1102                                    | 寺山修司イソップ物語                                                     |                                             |
| 1974年                                      | JBX-46                                      | NHK総合テレビ「うたのえほん」より うたのおにいさん 第3集                 |                                             |
| 1974年                                      | JBX-53〜54                                  | とびだせ！                                                               | 2枚組                                       |
| 1976年                                      | SJV-1266                                    | さらば青春                                                               |                                             |
| 1976年                                      | SJX-10134                                   | オー・マリヤーナ                                                         |                                             |
| 1976年                                      | SJX-10177                                   | カントリー・ロード                                                       |                                             |
| 1977年                                      | JBX-166〜7                                  | 歌はともだち                                                             | 2枚組                                       |
| 1979年                                      | JBX-215                                     | うたのおにいさん 決定盤 田中星児／ベスト20                               |                                             |
| 1979年                                      | JBX-224                                     | おべんとうばこ 星児おにいさんとあそぼう                                  |                                             |
| 2005年12月16日                              | VICL-41306〜7                               | ＜COLEZO!TWIN＞田中星児                                                  | 2枚組ベスト・アルバム                       |
| 2015年5月27日                               | VICL-70177                                  | ゴールデン☆ベスト 田中星児 ビューティフル・サンデー&ワンダフル・ソングス | ベスト・アルバム                            |

## 主な作品（歌唱曲）

### 『みんなのうた』
- 自動車になったカメの歌（1973年）
- 光る夏の歌（1974年）
- 子象の行進（1976年）
- 悲しきマングース（1979年）
- たのしいさんすう（1988年）
- ねぇ 知ってるかい（1990年）
- ジャガイモジャガー（1991年）
- エトはメリーゴーランド（1992年） ※作曲者名義はNHKサイドは「田中星児」（NHKみんなのうた 全曲リスト、JASRAC作品データベース）であるが、音楽 (教科)分野で使われる教育研修社発行の楽譜集『新版・歌の森』[5]、教育研究社発売アルバムCD『クラスでクラブで たのしく歌おう合唱CD 2』[6]、歌詞検索サイト『UtaTen』掲載情報[7]）では前出の『ジャガイモジャガー』の作曲者「中山竜」としている（理由は不明）。
- 大名ぎょうれつ（1996年）

### 『おかあさんといっしょ』
- ヤンチャリカ
- レインマン
- 北風小僧の寒太郎
- そうだったらいいのにな

### 『ステージ101』
- D-51（デゴイチ）
- 僕が五年前に考えたこと

### 『おはよう720』
- ビューティフル・サンデー（オリジナルはダニエル・ブーンで訳詞は亜美ゆう）[注釈 3]

### 『おはよう700』
- パロマ・ブランカ（オリジナルはオランダのジョージ・ベイカー、番組内では「ミスター・ロンリー」で有名なボビー・ヴィントンのヴァージョンが使用された）
- カントリー・ロード（オリジナルはジョン・デンバー、番組内ではオリビア・ニュートン＝ジョンのヴァージョンが使用された）

### 『8時の空』
- オー・マリヤーナ（ユーゴスラビアから持ち帰った曲[2]）
- モーニング・コーヒー（作曲：田中星児）
- 空よ雲よ小さな風よ

### その他
- オートバイ野郎（1973年）[8]
- ネッシーとクッシー（1976年）
- ホームラン王（1977年）
  - 王貞治の応援歌。
- 1! 2! サッカー（1978年）
  - 第2回全日本少年サッカー大会テーマソング。
- おにのパンツ（1980年シングル発売）
  - B面は「さやかちゃんのたんじょう日」、振り付け指導付き
- フッフ夢・夢（1978年5月）
  - TBSテレビ系のアニメ「まんが日本絵巻」の新オープニング主題歌、コーラスはムーン・ドロップス。B面は同作品の新エンディング主題歌「御免候（ごめんそうろう）」。
- ラップ九九（1992年2月21日）
  - 小学館の『小学二年生』とのタイアップ。岩男潤子がコーラスを担当[9]。
- バスルームはパンパカパラダイス（1994年）
  - NHK『母と子のテレビ絵本』で放送された楽曲。アニメーションは吉良敬三、キャラクターデザインは若井丈児。
- ラッキーセブンがやってきた（1997年）
  - 野球を主題にした楽曲。作詞・作曲者の南柳の推薦で田中が歌った[10]。
- サルゲッチュのうた（1999年5月）
  - テレビゲームソフト「サルゲッチュ（1作目）」のCMソング。ザ・ゲッチュズ Feat.田中星児名義。放送当時はCD化されなかったが、4年後の2003年6月25日にBMGファンハウスから発売されたCMソングのミニアルバム『僕はメロンにメロンメロン〜スーパーキッズ・CMデラックス』にフルコーラスで収録されている。
- Neo KAGOMAGO（ネオ・カゴマーゴ  2000年6月28日）
  - 鹿児島県をテーマとしたインディーズ盤（発売元:エイオービーアンドダヴィンチインターナショナル）

## 主な作品（作曲）
- 雨のなかの子犬
- うみのソンブレロ
- 大きなリンゴの木の下で（歌唱はダ・カーポ）
- おじいちゃんていいな（歌唱は次藤基嗣）
- さやかちゃんのたんじょう日
- おとこのこってつらいよな
- かたぐるまのうた

## 主な出演

### テレビ・ラジオ番組
- ステージ101（NHK総合テレビ、1970年10月 - 1974年3月）ヤング101
- おかあさんといっしょ（NHK教育テレビ、1971年11月 - 1977年3月）初代うたのおにいさん
- 8時の空（水越けいこ、兵藤まことMC）TBS
- 歌はともだち（NHK公開歌番組）NHK総合テレビ
- 夜のヒットスタジオ：第390回（1976年4月26日）フジテレビ系列
- 水曜劇場「なぜか初恋・南風」（1980年）TBS
- ワンツー・どん（NHK教育番組・小学1年向け）（1980～1981年度）NHK教育テレビ
- たのしい算数（NHK教育番組・小学3年向け）NHK教育テレビ
- グーチョキパー（子供番組で『ワンツージャンプ!』の後番組。1981年3月30日 - 同年9月25日、TBS）司会
- 田中星児のクイズ探検隊　瀬戸内海放送
- ものまね珍坊（1990年）フジテレビ(グッチ裕三らと共演しており、グッチが田中のモノマネを披露していた)
- ちゅうりっぷワイド ホップ・ステップ・チューリップ（チューリップテレビ、1990年10月 - 不明） キャスター[11]
- お願いダーリン!（1993年3月）フジテレビ系列
- THE夜もヒッパレ（2001年5月5日）日本テレビ（速水けんたろうと共演）
- 象印クイズ ヒントでピント（1979年7月1日（第17回）～11月11日（第33回）テレビ朝日）男性軍4枠レギュラー解答者
- あつまれ!キッズソング50〜スプー・ワンワン 宇宙の旅〜（NHK教育テレビ）（2009年1月10日）
- NHK歌謡コンサート（2009年2月17日）NHK総合テレビ
- おかあさんといっしょ ファミリーコンサート～星空のメリーゴーランド～ (2009年11月) NHK(NHKホールからの収録)
- 歌の楽園（2011年2月27日）テレビ東京
- 人生が変わる1分間の深イイ話〜70年代・80年代・90年代スター大集合SP!（2012年10月15日）日本テレビ　即興で「ビューティフル・マツコ」を歌う。
- ひるまえ ほっと（2017年5月19日、2022年10月31日）NHK総合（関東地区）「発掘!お宝番組」ゲスト[12][13]

### NHK紅白歌合戦出場歴
| 年度/放送回               | 回 | 曲目                     | 出演順 | 対戦相手 |
| ------------------------- | -- | ------------------------ | ------ | -------- |
| 1976年（昭和51年）/第27回 | 初 | ビューティフル・サンデー | 11/24  | 伊藤咲子 |

注意点
- 出演順は「出演順/出場者数」で表す。

### 映画
- PARTY7（2000年 東北新社、鬼塚大吉園長先生役）
- 茶の味（2003年 クロックワークス、レントランスジャパン、教頭先生役[1]）[1]
- ナイスの森〜The First Contact〜（2006年 ファントム・フィルム、お遍路さん役）[1]

### CM
- シマノ
- 森永製菓『チョコボール』
- 伊藤ハム『パルキー』『パルキーフランク』
- 産経新聞社『週刊Gallop』
- 東北醤油『味どうらくの里』
- ポーラフーズ『バランスアップ』
- シントミゴルフ(1978年)
- 旭化成グループの歌
- アサヒビール『ブルーラベル』（2011年）
- 学習研究社『なかよしがくしゅう』『幼児のがくしゅう』